# Fiebre (álbum de Yordano)
Fiebre es el nombre del octavo álbum de estudio del cantante venezolano de pop Yordano, fue publicado por Sony Music en 1996.

## Lista de temas
01- Fiebre
02- El Nadador
03- Vicio
04- Mi Niña
05- Donde Está
06- Flores Muertas
07- Danza de la Soledad
08- Alma En Venta
09- Como Se Deja de Querer
10- Arde Un Corazón
11- La Serpiente
12- Corre 